# Dragon Age: Origins
Dragon Age: Origins là trò chơi điện tử thuộc thể loại nhập vai phát triển bởi Edmonton chi nhánh của BioWare và phát hành bởi Electronic Arts. Đây là tựa đầu trong thương hiệu Dragon Age. Trò chơi được phát hành trên các hệ máy PlayStation 3 và Xbox 360 cũng như các hệ điều hành Microsoft Windows và Mac OS X vào cuối năm 2009.
Trò chơi lấy bối cảnh giả tưởng tại vương quốc Ferelden trong thời gian xảy ra một cuộc nội chiến, người chơi sẽ vào vai một pháp sư, chiến binh hay lang thang người sẽ phải kéo mọi người trong vương quốc lại với nhau để chống lại mối hiểm họa lớn hơn từ binh đoàn bóng tối đang trỗi dậy từ lòng đất. BioWare đã mô tả Dragon Age: Origins là "Người anh hùng của bóng tối kỳ ảo sẽ là người hàn gắn thế giới" và là kế thừa tinh thần của dòng trò chơi Baldur's Gate vốn lấy bối cảnh trong khu vực Forgotten Realms của Dungeons & Dragons.
Phiên bản mở rộng của trò chơi là Dragon Age: Origins – Awakening đã phát hành vào tháng 3 năm 2010 và phiên bản nối tiếp là Dragon Age II đã phát hành vào tháng 3 năm 2011. BioWare có ý định cho Dragon Age: Origins làm nền tảng về sở hữu trí tuệ để thực hiện nhiều tác phẩm khác. Ngay cả trước khi phát hành trò chơi, kế hoạch mở rộng không gian của trò chơi đã được tiến hành như lên kế hoạch phần tiếp theo, làm thêm các trò chơi với giấy và viết, sách, truyện tranh cũng những thứ cần thiết để dần biến Dragon Age thành một thương hiệu.

## Lối chơi
Dragon Age: Origins là một game nhập vai góc nhìn thứ ba. Người chơi sẽ đóng vai một Grey Warden, thành viên của một tổ chức chiến binh tinh nhuệ có nhiệm vụ tiêu diệt Quỷ Vương (Archdemon) và cứu thế giới khỏi thảm họa hủy diệt gọi là Nhật thực (Blight). Người chơi phải tự tạo nhân vật Grey Warden của riêng họ, tùy chỉnh giới tính và ngoại hình cũng như chủng tộc và nghề nghiệp. Các nghề nghiệp có thể chọn bao gồm chiến binh (Warrior) có khả năng chống chịu, tấn công sát thương vật lý; đạo tặc (Rogue) có khả năng ẩn thân, ăn trộm, mở khóa; Và pháp sư (Mage) có khả năng sử dụng, kết hợp phép thuật và hỗ trợ các thành viên khác trong đội. Ba chủng tộc người chơi có thể chọn là người (human), tiên (elf) và người lùn (dwarf), Sự kết hợp của các nghề nghiệp và chủng tộc quyết định 6 khởi đầu khác biệt mà người chơi có thể trải nghiệm: tiên tự do (Dalish Elf), tiên thành phố (City Elf), tiện dân người lùn (Dwarf Commoner), quý tộc người lùn (Dwarf Noble), quý tộc loài người (Human Noble) và pháp sư (Mage). Điều này ít nhiều sẽ ảnh hưởng đến cách nhân vật được đối xử khi tương tác với thế giới trong game; chẳng hạn, một tiện dân người lùn sẽ bị thù ghét và phân biệt đối xử bởi những người lùn khác. Tuy nhiên, mọi nhân vật bất kể xuất thân sẽ luôn đi theo một tuyến truyện chính tương tự nhau sau khi kết thúc giai đoạn khởi đầu.

## Phát triển
Dragon Age: Origins được giới thiệu lần đầu tiên là trong Hội chợ Giải trí Điện tử (E3) năm 2004 với tên Dragon Age. BioWare nói rằng phiên bản cho hệ PlayStation 3 sẽ bị trì hoãn, tuy nhiên sau đó BioWare đã rút lại và tuyên bố rằng các phiên bản trên các hệ máy sẽ phát hành cùng ngày.
The Dragon Age Character Creator đã được phát hành vào ngày 13 tháng 10 năm 2009 để người chơi có thể thiết kế nhân vật của mình ở mức cao hơn phiên bản gốc. BioWare cũng phát triển một công cụ độc quyền để người chơi có thể dễ dàng mod và mở rộng trò chơi theo ý thích của mình.
Nhóm phát triển đã dựa vào những chi tiết kỳ ảo của các tác phẩm như bộ tiểu thuyết A Song of Ice and Fire của George R. R. Martin cũng như các bức họa của Frank Frazetta để thiết kế trò chơi.
BioWare nói rằng trò chơi chạy rất tốt với hệ điều hành Windows 7 và Mac OS X với việc sử dụng công cụ tạo game Cider Portability của TransGaming.

## Âm nhạc
Âm nhạc của trò chơi được thực hiện bởi một dàn nhạc và một dàn hợp xướng. Các bản nhạc được soạn bởi Inon Zur và thực hiện bởi Northwest Sinfonia. Bài hát I Am the One đã giành được danh hiệu Nhạc nền hay nhất dành cho trò chơi điện tử tại Hollywood Music in MediaTM Awards. Bài hát được sáng tác bởi Inon Zur và trình bày bởi Aubrey Ashburn. Dragon Age cũng đã thắng giải Âm nhạc nổi bật và sát ngữ cảnh nhất cũng tại Hollywood. Giải thưởng được trao với tên Simon Pressey, đạo diễn âm thanh tại BioWare.

## Tiếp nhận
Dragon Age: Origins nhận được nhiều lời khen ngợi kể từ khi trò chơi được phát hành. Trong khi trò chơi được coi là hầu như giống hệt nhau trên tất cả các hệ máy chỉ khác biệt ở giao diện người dùng, hiệu suất đồ họa và phân phối trực tuyến đã làm cho phiên bản trên hệ máy tính cá nhân được xem là tốt hơn một chút so với phiên bản trên hệ PlayStation 3 và Xbox 360. Metacritic đã đánh giá cho các phiên bản trên các hệ PC, PlayStation 3 và Xbox 360 là 91, 87 và 86.
Kevin VanOrd tại GameSpot đã viết các bài đánh giá cho ba hệ máy khác nhau. Với hệ máy tính cá nhân ông đánh giá trò chơi là 9.5 trên 10 cùng danh hiệu Editor's Choice với lời nhận xét là "Đây là loại trò chơi với khả năng phong phú bạn sẽ bất lực trong việc cưỡng lại sức hút của nó và ý muốn của mình, các tình tiết cảm động và chiến thắng sẽ làm cho tâm trí và tâm hồn bạn dao động theo... Chỉ có rất ít trò chơi đạt khả năng như thế và thậm chí ít trò chơi có thể làm cho ta học hỏi cũng như giải trí cùng lúc như thế hơn nữa. Bạn sẽ phải mất 50 tiếng hoặc hơn để hoàn tất lần chơi đầu tiên của mình nhưng có nhiều ngã rẽ, tình tiết khác nhau trong trò chơi cũng như nhiều lựa chọn khác sẽ khiến bạn muốn chơi lại ngay khi hoàn tất lần chơi đầu". Khi so sánh các hệ máy sử dụng tay cầm khác nhau thì đánh giá về hệ PlayStation 3 là "Hình ảnh chất lượng cao hơn so với trên Xbox 360, phối màu tốt hơn, hình ảnh chuyển động mượt mà hơn và thời gian nạp ngắn hơn" cũng như "Có vài trục trặc nhỏ về hình ảnh, như các xác chết biến mất rồi lại xuất hiện, lỗi này hay xảy ra trên hệ PlayStation 3 hơn.". Phiên bản trên hệ PlayStation 3 được đánh giá là 9.0 trong khi phiên bản trên hệ Xbox 360 được đánh giá là 8.5.
David Snider tại Giant Bomb thì so sánh phiên bản của cả ba hệ máy trong cùng một bài đánh giá và đánh giá Dragon Age: Origins là năm sao trên năm. Với nhận xét là "Trò chơi thực sự là màn vực dậy của những ngày hoàn kim với thể loại nhập vai trên máy tính... Dù điều đó có nghĩa là bạn có thể đánh giá cách chơi của trò chơi không thực sự sáng tạo, nó tuân thủ phong cách cổ điển cốt lõi của thể loại và chắc chắn rằng sẽ nhận được sự đón nhận của một lượng lớn những người hâm mộ thể loại nhập vai hoài cổ". Snider đã nhận xét rằng trò chơi có thể sẽ gặp khó khăn hoặc không thể kết nối với các người chơi khác do lượng xử lý vi mô trong trò chơi khá nhiều đặc biệt là trên hệ máy sử dụng tay cầm, hệ máy mà ông cho là có giao diện phức tạp hơn.
Jeff Haynes tại IGN đã đánh giá phiên bản trên hệ máy tính cá nhân là 90 trên 100 với nhận xét "Trò chơi có thể dễ dàng nốt mất hàng chục giờ chơi của bạn và sẽ khiến bạn phải quay trở lại để chơi tiếp... Trò chơi có giá trị chơi lại cao và một thế giới sống động, đây là khởi đầu cho một thương hiệu ấn tượng". khi khen trò chơi Haynes cũng chỉ ra rằng độ khó của việc chiến đấu đã bị giảm một cách vụng về, hình ảnh đôi khi xuất hiện ngày và thiết kế cốt truyện có vẻ được lặp đi lặp lại trong các trò chơi khác của Bioware.
Jason Wilson tại 1UP.com đã đánh giá phiên bản trên hệ máy tính cá nhân là A và nhận xét rằng "Có lẽ cốt truyện không hoàn toàn giống nguyên bản, nhưng nó vẫn có thể làm say mê và say đắm người chơi. Đây là trò chơi nhập vai hay nhất năm và có lẽ cũng là tốt nhất của thời đại HD.". Wilson cũng so sánh nó với phiên bản trên hệ PlayStation 3 và thấy rằng hệ thống chiến đấu trên hệ máy sử dụng tay cầm rắc rối và dở hơn hệ máy tính.
Will Herring tại GamePro đã đánh giá trò chơi là 5 sao trên 5 với nhận xét "Một trải nghiệm tuyệt vời từ đầu đến cuối, với một số lượng lớn các lựa chọn, các thành phố để ghé thăm, các hang động để khám phá, các NPC để tương tác, các kho báu ấn giấu để săn tìm, các nhiệm vụ để hoàn thành và nhiều vật dụng để sưu tập. Tôi cảm thấy khá tự tin khi nói rằng không nghi ngờ gì Dragon Age: Origins là trò chơi nhập vai khiến tôi cảm thấy tận hưởng và trải nghiệm hay nhất kể từ ngày tôi chơi trò Infinity Engine.". Herring cũng nói rằng có rất ít điểm khác biệt giữa các phiên bản trên các hệ máy khác nhau.
Phóng viên Seth Schiesel của tờ The New York Times cũng đã viết các đánh giá tích cực của phiên bản trên hệ máy tính cá nhân của Dragon Age: Origins và so sánh nó với các trò chơi nhập vai nổi tiếng khác như Elder Scrolls IV: Oblivion.
Tạp chí PC Gamer tại Anh đã đánh giá Dragon Age: Origins là 94% và tuyên bố trò chơi là "Trò chơi nhập vai của thập kỷ".

### Danh hiệu
- Học viện Nghệ thuật và Khoa học tương tác đã trao danh hiệu Trò chơi nhập vai / trực tuyến nhiều người hay nhất năm 2009.
- Tại lễ trao giải trò chơi video Spike năm 2009 trò chơi đã giành được danh hiệu Trò chơi máy tính hay nhất và Trò chơi nhập vai hay nhất.
- IGN đã trao danh hiệu Trò chơi máy tính của năm, Trò chơi nhập vai trên Xbox hay nhất,  Cốt truyện hay nhất năm và Trò chơi nhập vai trên hệ máy tính hay nhất năm.
- Giant Bomb đã trao cho trò chơi danh hiệu Trò chơi máy tính hay nhất năm 2009.
- Tạp chí PC Gamer tại Hoa Kỳ cũng đã trao danh hiệu Trò chơi của năm 2009 và Trò chơi nhập vai của năm cho Dragon Age: Origins.